# Luis Leante
Luis Leante (Caravaca de la Cruz, Murcia, 6 de junio de 1963); escritor español que ha cultivado diversos géneros literarios: relato, teatro, novela, poesía, ensayo, artículo. También ha escrito guiones cinematográficos y algunos de sus relatos han sido adaptados al cine. Su obra ha sido traducida al gallego, catalán, inglés, alemán, italiano, francés, rumano, coreano, lituano, húngaro, ruso, croata, griego, letón, polaco, portugués, danés, turco, holandés, checo, esloveno, hebreo y chino.

## Biografía
Luis Leante es licenciado en Filología Clásica por la Universidad de Murcia. Desde 1992 vive en Alicante, donde trabajó como profesor de secundaria hasta 2009.
Publicó su primera novela, Camino del jueves rojo, a los veinte años. Esta novela corta es un drama rural que se desarrolla en la posguerra española, con el tema del estraperlo como telón de fondo. Está ubicada en Caravaca de la Cruz. Después, sus temas se van universalizando y los escenarios se diversifican: Paisaje con Río y Baracoa de Fondo se desarrolla en Cuba; El canto del zaigú está localizada en el pequeño pueblo leonés de Valderas; La Luna Roja, en Estambul, Múnich y Alicante. Dentro de la novela ha tratado diversos géneros, desde la novela negra hasta la novela histórica: El vuelo de las termitas y La Edad de Plata. Sus obras tienen en común una estructura narrativa no lineal, que dan más importancia a la forma de ir conociendo la historia que, a veces, a la propia historia. Suelen destacar en los argumentos la fuerza de los personajes secundarios, de los perdedores, personajes marginales. En 2007 ganó el Premio Alfaguara por su novela Mira si yo te querré. Aunque hasta entonces había publicado una decena de libros, fue esta novela la que lo dio a conocer al gran público y lo consagró como escritor. Se ha vendido en más de cuarenta países. También ha hecho incursiones en la novela juvenil. A pesar de haber ganado medio centenar de premios de relato, sólo ha publicado dos libros de cuentos.

## Obras
Ha publicado los libros de relatos:
- El último viaje de Efraín (1986).
- El criador de canarios (1996).

También ha publicado las novelas: 
- Camino del jueves rojo (1983).
- Paisaje con río y Baracoa de fondo (1997, 2009).
- Al final del trayecto (1997).
- La Edad de Plata (1998).
- El canto del zaigú (2000, 2009).
- El vuelo de las termitas (2003, 2005).
- Academia Europa (2003, 2008, 2024).
- Mira si yo te querré (2007).
- La Luna Roja (2009).
- Cárceles imaginarias (2012).
- Annobón (2017).
- Interpretación de la mentira (2025).

Es autor de las novelas juveniles:
- La puerta trasera del paraíso (2007).
- Rebelión en Nueva Granada (2008).
- Justino Lumbreras detective privado (2012).
- Justino Lumbreras y el fantasma del museo (2012).
- Justino Lumbreras y el collar de Cleopatra (2013).
- Justino Lumbreras y el Gran Caruso (2013).
- Huye sin mirar atrás (2016).
- Maneras de vivir (2020).
- Territorios desconocido (2023).

Teatro:
- Tópicos, típicos, cómicos (2016).
- Fuera del tiempo (2016. MurciaLibro, 2018).
- Se ofrece mezzosoprano para labores del hogar (MurciaLibro, 2018).
- Historia de una cornisa (Fundación Ciudad de Requena, 2019).
- Los resistentes (Ediciones Irreverentes, 2019).

## Premios
A lo largo de su trayectoria literaria ha conseguido varios premios literarios de relato y novela.
- 1982.- Premio Albacara de novela corta: Camino del jueves rojo.
- 1990.- Premio de relatos Murcia joven 90: El Negro Malone.
- 1993.- Premio Juan José Relosillas de relatos: Las Malvinas.
- 1995.- Premio Teruel de relatos: Tiempos modernos.
- 1997.- Premio Odaluna de novela: Al final del trayecto.
- 1997.- Premio Ciudad de Irún de novela: La Edad de Plata.
- 1999.- Premio Rodrigo Rubio de novela negra: El canto del zaigú.
- 2003.- Premio Ciudad de Barbastro de novela corta: Academia Europa.
- 2007.- Premio Alfaguara de Novela: Mira si yo te querré.
- 2009.- Premio Mandarache de los lectores: Mira si yo te querré.
- 2016.- Premio Edebé de Literatura Juvenil: Huye sin mirar atrás.
- 2017.- Premio Hache de los lectores: Huye sin mirar atrás.
- 2020.- Premio Edebé de Literatura Juvenil: Maneras de vivir[1]
- 2022.- Premio Criticón: Maneras de vivir.
- 2023.- Premio Edebé de Literatura Juvenil: Territorio desconocido.